# Rex Histrianorum
Rex Histrianorum — правитель истрианцев в IV веке до н. э.
Rex Histrianorum упоминается Помпеем Трогом в передаче Юстина при описании событий, когда теснимый истрианцами скифский правитель Атей обратился при содействии аполлонийцев за помощью к македонскому царю Филиппу II, обещая в благодарность сделать его своим преемником. Однако правитель истрианцев умер, война окончилась, и Атей отослал пришедших македонян обратно к их царю, не исполнив обещанного и даже не компенсировав Филиппу понесенные расходы (что привело впоследствии к разорению Скифии). Эти события произошли до осады Филиппом Византия в 340 году до н. э.
В научной литературе присутствует широкий спектр мнений по поводу личности истрианцев и их царя. По мнению Каллистова Д. П., А. Момильяно, Хр. М. Данова, Г. Глотца, Ю. Керста, rex Histrianorum был тираном в греческом городе Истрия. Б. Н. Граков, Б. Пик считали, что под истрианцами следует понимать одну из обитавших к югу от Дуная народностей. Схожей точки зрения придерживается и Т. В. Блаватская, полагавшая, что речь, видимо, идёт о мощном союзе племён, живших к северу от Истра и объединившихся под властью деятельного вождя для борьбы со скифами. После же его смерти эта коалиция распалась.